# David Schrader
David Schrader (né le 15 septembre 1952 à Chicago, Illinois ) est un claveciniste, organiste et pianofortiste américain. Il est professeur au Chicago College of Performing Arts de l'Université Roosevelt, où il enseigne l'histoire de la musique. Il  dirige des ensembles de musique de chambre et a été l'organiste de l'église de l'Ascension à Chicago pendant 35 ans.

## Les performances
David Schrader s'est produit à plusieurs reprises avec l'Orchestre symphonique de Chicago à diverses occasions, aux congrès nationaux de l' Association américaine des organistes, avec l'Orchestre symphonique de Dallas, l'Orchestre symphonique de San Francisco, le Colorado Symphony Orchestra, le Tafelmusik, orchestre canadien d'instruments d'époque, et au festival Ravinia. On peut souvent l'entendre lors d'un spectacle en direct sur la station de radio de musique classique de Chicago WFMT.

## Enregistrements
Schrader a enregistré un grand nombre de CD, parmi lesquels :
- Biber : Mensa Sonora avec un groupe baroque,  Cedille Records, 2010: CDR 90000 116
- George Frideric Handel : Les sonates pour violon et continuo avec Rachel Barton Pine (violon) et John Mark Rozendaal (violoncelle) - Cedille Records, 1996: CDR 90000 032[2].
- Trio Settecento: Un séjour italien avec Rachel Barton Pine (violon) et John Mark Rozendaal (violoncelle baroque) - Cedille Records, 2007: CDR 90000 099[3].
- Trio Settecento: Un bouquet allemand avec Rachel Barton Pine (violon) et John Mark Rozendaal (viole de gambe et violoncelle baroque) - Cedille Records, 2009: CDR 90000 114[4].
- Trio Settecento: Une soirée française avec Rachel Barton Pine (violon) et John Mark Rozendaal (viole de gambe) - Cedille Records, 2011: CDR 90000 129[5].
- Trio Settecento: Une fantaisie anglaise avec Rachel Barton Pine (violon) et John Mark Rozendaal (viole de gambe) - Cedille Records, 2012: CDR 90000 135[6],[7].
- 1998 : Scarlatti on Fortepiano, Sonates de Domenico Scarlatti (1685-1757), Cedille Records CDR 90000 042
- Présentation de David Schrader, Cedille Records CDR 5003
- Soler : Sonates pour clavecin (vol. 2), Cedille Records CDR 90000 009
- Chefs d’Orgue de Franck & Dupré, Cedille Records CDR 90000 015
- Bach: Fantasies & Fugues, Cedille Records CDR 90000 012
- American Works pour orgue et orchestre, David Schrader à l'orgue, Orchestre symphonique de Grant Park / Carlos Kalmar, chef d'orchestre, Cedille Records CDR 90000 063
- Bach: Variations de Goldberg, Records of Forces of Virtue
- George Friederic Handel: Cantates, Centaure Records